# Trebovle
Trebovle (macedónul: Требовле) település Észak-Macedóniában, a Délnyugati körzet Makedonszki Brod-i járásában.

## Népesség
| Lakosok száma | 187  | 170  | 164  | 96   | 44   | 20   | 18   | 13   | 10   |
|               | 1948 | 1953 | 1961 | 1971 | 1981 | 1991 | 1994 | 2002 | 2021 |

2002-ben 13 lakosa volt, akik mindannyian macedónok.